# Chilostigma itascae
Chilostigma itascae är en nattsländeart som beskrevs av Wiggins 1975. Chilostigma itascae ingår i släktet Chilostigma och familjen husmasknattsländor. Inga underarter finns listade i Catalogue of Life.